# مارک زابل
مارک زابل (آلمانی: Mark Zabel؛ زادهٔ ۱۲ اوت ۱۹۷۳) قایقران کایاک اهل آلمان بود.
وی همچنین برندهٔ جوایزی همچون برگ بوی نقره‌ای شده‌است.